# Skylar Mays
Skylar Justin Mays, né le 5 septembre 1997 à Baton Rouge en Louisiane, est un joueur américain de basket-ball évoluant au poste de meneur voire d'arrière.

## Biographie

### Carrière universitaire
Entre 2016 et 2020, il joue quatre saisons en université avec les Tigers de LSU.

### Carrière professionnelle
Il est automatiquement éligible à la draft 2020 et est sélectionné par les Hawks d'Atlanta en 50e position.
Le 24 novembre 2020, il signe un contrat two-way en faveur des Hawks d'Atlanta. Le 26 août 2021, il en signe un second consécutif avec la même franchise. Le 7 avril 2022, son contrat est converti en un contrat standard.
Fin mars 2023, il signe pour 10 jours aux Trail Blazers de Portland. Le 9 avril 2023, il signe un second contrat de 10 jours de suite aux Blazers. En octobre 2023, il retourne aux Blazers via un contrat two-way. En novembre 2023, son contrat est transformé en contrat standard. Il est coupé en janvier 2024 puis rejoint les Lakers de Los Angeles,.

## Palmarès

### Universitaires
- First-team All-SEC (2020)
- Second-team All-SEC (2019)
- Academic All-American of the Year (2020)
- 2× First-team Academic All-American (2019, 2020)
- Second-team Academic All-American (2018)

## Statistiques

### Universitaires
Les statistiques en matchs universitaires de Skylar Mays sont les suivantes :
| Saison    | Équipe | Matchs | Titul. | Min./m | % Tir | % 3pts | % LF | Rbds/m. | Pass/m. | Int/m. | Ctr/m. | Pts/m. |
| --------- | ------ | ------ | ------ | ------ | ----- | ------ | ---- | ------- | ------- | ------ | ------ | ------ |
| 2016-2017 | LSU    | 31     | 25     | 22,9   | 41,1  | 32,8   | 81,2 | 2,23    | 3,65    | 1,29   | 0,06   | 8,26   |
| 2017-2018 | LSU    | 33     | 30     | 31,1   | 44,3  | 35,1   | 83,7 | 4,00    | 2,94    | 1,58   | 0,24   | 11,33  |
| 2018-2019 | LSU    | 35     | 35     | 33,1   | 42,1  | 31,2   | 86,0 | 3,26    | 2,06    | 1,89   | 0,23   | 13,43  |
| 2019-2020 | LSU    | 31     | 31     | 34,5   | 49,1  | 39,4   | 85,4 | 5,03    | 3,23    | 1,77   | 0,23   | 16,68  |
| Total     |        | 130    | 121    | 30,5   | 44,5  | 34,5   | 84,5 | 3,62    | 2,94    | 1,64   | 0,19   | 12,44  |

### Professionnelles

#### Saison régulière
| Saison    | Équipe   | Matchs | Titul. | Min./m | % Tir | % 3pts | % LF | Rbds/m. | Pass/m. | Int/m. | Ctr/m. | Pts/m. |
| --------- | -------- | ------ | ------ | ------ | ----- | ------ | ---- | ------- | ------- | ------ | ------ | ------ |
| 2020-2021 | Atlanta  | 33     | 0      | 8,2    | 44,9  | 35,0   | 88,0 | 1,10    | 0,90    | 0,40   | 0,10   | 3,80   |
| 2021-2022 | Atlanta  | 28     | 5      | 7,9    | 50,0  | 32,0   | 88,9 | 0,90    | 0,60    | 0,30   | 0,00   | 2,90   |
| 2022-2023 | Portland | 6      | 6      | 31,5   | 50,0  | 46,2   | 92,3 | 3,20    | 8,30    | 1,00   | 0,20   | 15,30  |
| 2023-2024 | Portland | 12     | 5      | 20,5   | 41,0  | 26,3   | 84,6 | 1,80    | 5,0     | 0,90   | 0,20   | 8,60   |
| Carrière  | Carrière | 79     | 16     | 11,7   | 45,8  | 34,1   | 88,3 | 1,30    | 2,00    | 0,50   | 0,10   | 5,10   |

#### Playoffs
| Saison   | Équipe   | Matchs | Titul. | Min./m | % Tir | % 3pts | % LF | Rbds/m. | Pass/m. | Int/m. | Ctr/m. | Pts/m. |
| -------- | -------- | ------ | ------ | ------ | ----- | ------ | ---- | ------- | ------- | ------ | ------ | ------ |
| 2021     | Atlanta  | 7      | 0      | 2,4    | 80,0  | —      | —    | 0,30    | 0,10    | 0,30   | 0,00   | 1,10   |
| 2022     | Atlanta  | 2      | 0      | 4,5    | 100,0 | —      | —    | 0,50    | 0,50    | 0,50   | 0,00   | 1,00   |
| Carrière | Carrière | 9      | 0      | 2,9    | 83,3  | —      | —    | 0,30    | 0,20    | 0,30   | 0,00   | 1,10   |

## Records sur une rencontre en NBA
Les records personnels de Skylar Mays en NBA sont les suivants, :
| Type de statistique        | Saison régulière | Saison régulière         | Saison régulière | Playoffs | Playoffs             | Playoffs     |
| Type de statistique        | Record           | Adversaire               | Date             | Record   | Adversaire           | Date         |
| -------------------------- | ---------------- | ------------------------ | ---------------- | -------- | -------------------- | ------------ |
| Points                     | 24               | @ Grizzlies de Memphis   | 4 avril 2023     | 4        | Bucks de Milwaukee   | 29 juin 2021 |
| Paniers marqués            | 9                | @ Grizzlies de Memphis   | 4 avril 2023     | 2        | Bucks de Milwaukee   | 29 juin 2021 |
| Paniers tentés             | 17               | Warriors de Golden State | 9 avril 2023     | 2        | Bucks de Milwaukee   | 29 juin 2021 |
| Paniers à 3 points réussis | 4                | 3 fois                   | 3 fois           | -        | -                    | -            |
| Paniers à 3 points tentés  | 7                | 2 fois                   | 2 fois           | -        | -                    | -            |
| Lancers francs réussis     | 5                | Warriors de Golden State | 9 avril 2023     | -        | -                    | -            |
| Lancers francs tentés      | 5                | Warriors de Golden State | 9 avril 2023     | -        | -                    | -            |
| Rebonds offensifs          | 4                | @ 76ers de Philadelphie  | 23 décembre 2021 | -        | -                    | -            |
| Rebonds défensifs          | 7                | 2 fois                   | 2 fois           | 1        | 3 fois               | 3 fois       |
| Rebonds totaux             | 11               | @ 76ers de Philadelphie  | 23 décembre 2021 | 1        | 3 fois               | 3 fois       |
| Passes décisives           | 12               | 2 fois                   | 2 fois           | 1        | 2 fois               | 2 fois       |
| Interceptions              | 3                | Warriors de Golden State | 9 avril 2023     | 2        | @ Bucks de Milwaukee | 25 juin 2021 |
| Contres                    | 2                | 2 fois                   | 2 fois           | -        | -                    | -            |
| Balles perdues             | 3                | 3 fois                   | 3 fois           | 1        | Knicks de New York   | 30 mai 2021  |
| Minutes jouées             | 41               | Warriors de Golden State | 9 avril 2023     | 7        | @ Bucks de Milwaukee | 25 juin 2021 |

- Double-double : 4
- Triple-double : 0

Dernière mise à jour : 22 novembre 2023